# 鲁胡拉·尼帕伊
鲁胡拉·尼帕伊（波斯語：‎，1987年6月15日—），阿富汗男子跆拳道运动员，哈扎拉人，在2008年北京奧運上击败曾獲得两届世界跆拳道锦标赛冠军的西班牙名将胡安·安东尼奥·拉莫斯，获得男子58公斤级铜牌，是阿富汗历史上首位奥运会奖牌获得者。2012年倫敦奧運會，尼帕伊轉戰68公斤級賽事，獲得該項目的銅牌。